# 雲南市立吉田小学校民谷分校
雲南市立吉田小学校民谷分校（うんなんしりつ よしだしょうがっこう みんだにぶんこう）は、島根県雲南市吉田町民谷にあった公立小学校。

## 沿革
- 1874年2月 - 民谷村宇山清岸寺を仮校舎として民谷小学校創立。。
- 1884年 - 民谷小学校を大島乙一氏所有民家に移転。
- 1892年9月1日 - 吉田村吉田尋常小学校民谷分教場となる
- 1893年9月1日 - 吉田村立吉田尋常高等小学校民谷分教場と改称
- 1898年 - 民谷分教場校舎が、現校地（吉田町民谷456番地）に新築される
- 1901年11月5日 - 民谷尋常小学校開設
- 1941年4月1日 - 吉田村立吉田国民学校民谷分校と改称される。
- 1947年4月11日 - 吉田村立吉田小学校民谷分校と改称される。
- 1953年1953年度旧分校取り壊し、現在の分校が新築される。
- 1954年1954年度4月新学期より運用開始。
- 2004年11月1日 - 町村合併により雲南市立吉田小学校民谷分校となる。
- 2012年3月31日 - 閉校

## 周辺
- 島根県道273号吉田頓原線